# Dán korona
A dán korona (dánul: dansk krone, tsz. kroner) Dánia és vele együtt az autonóm Grönland hivatalos fizetőeszköze.
A Feröer-szigeteken dán érméket is használnak, de a bankjegyeket feröeri motívumokkal díszítik. A feröeri korona azonban hivatalosan nem külön pénznem.

## Történelme
A koronát 1873-ban vezették be (a korábbi rigsdalert, birodalmi tallért váltotta fel 2:1 arányban), a Skandináv Monetáris Unió részeként, melynek alapító tagjaihoz (Dánia és Svédország) Norvégia két évvel később csatlakozott. Az unió első világháborút követő felbomlásakor mindhárom ország megtartotta az addig használt nevet az immár önálló pénznemeik számára.
A második világháború alatt a német birodalmi márkához kötötték. A háború után 24 korona ért 1 angol fontot és 4,8 korona 1 amerikai dollárt. Bretton Woods-i rendszer bevezetésével 1949-ben, leértékelődött 6,91-es dollárarányra. Az 1967-es nagyobb leértékelés következtében 7,5 korona = 1 dollár és 18 korona = 1 font.
Dánia a maastrichti szerződéshez kiharcolt egy záradékot, amely szerint nem kellett bevezetnie az eurót, amikor 1999-ben 12 másik tagállamban ez megtörtént. A 2000-es népszavazáson a választók elvetették az euró bevezetését, ennek ellenére a kormány máig sem tett le erről.
A koronaérméket és bankjegyeket a Dán Nemzeti Bank bocsátja ki.
2008. október 1-jén kivonták a 25 ørés érmét. 2009-2011 között új bankjegysorozatot bocsátottak ki.
A nemzeti bank bejelentette, hogy kiszervezi az érmék és bankjegyek előállítását a csökkenő keresletre való tekintettel, ugyanis a dán korona érméit és bankjegyeit egyre kevésbé használják, helyette bankkártyákkal bonyolódnak a tranzakciók.

## Érmék

### 1989-es sorozat
A ma is használt érméket 1989 óta bocsátják ki. Fontos szempont volt tervezésükkor, hogy könnyen azonosíthatóak legyenek (méret, tapintás).
| Névérték  | Műszaki paraméterek | Műszaki paraméterek | Műszaki paraméterek | Műszaki paraméterek    | Leírás                  | Leírás                                                 | Leírás                                              | Dátumok    | Dátumok             | Dátumok              | Dátumok              |
| Névérték  | Átmérő              | Vastagság           | Tömeg               | Összetétel             | Perem                   | Előlap                                                 | Hátlap                                              | Első veret | Kibocsátás          | Visszavonás1         | Elévülés2            |
| --------- | ------------------- | ------------------- | ------------------- | ---------------------- | ----------------------- | ------------------------------------------------------ | --------------------------------------------------- | ---------- | ------------------- | -------------------- | -------------------- |
| 25 øre    | 17,5 mm             | 1,55 mm             | 2,8 g               | 97% Cu 2,5% Zn 0,5% Sn | Sima                    | V. Keresztély koronája, verési évszám                  | Értékjelzés, verdejegy (szív)                       | 1990.      | 1991. január 29.    | 2008. szeptember 30. | 2011. szeptember 30. |
| 50 øre    | 21,5 mm             | 1,55 mm             | 4,3 g               | 97% Cu 2,5% Zn 0,5% Sn | Sima                    | V. Keresztély koronája, verési évszám                  | Értékjelzés, verdejegy (szív)                       | 1989.      | 1989. július 3.     | Forgalomban          | Forgalomban          |
| 1 korona  | 20,25 mm            | 1,60 mm             | 3,6 g               | Cu-Ni                  | Recés                   | II. Margit monogramja, verési évszám, verdejegy (szív) | Őskori eredetű minta, értékjelzés, verdejegy (szív) | 1992.      | 1993. január 26.    | Forgalomban          | Forgalomban          |
| 2 korona  | 24,5 mm             | 1,80 mm             | 5,9 g               | Cu-Ni                  | Recés                   | II. Margit monogramja, verési évszám, verdejegy (szív) | Őskori eredetű minta, értékjelzés, verdejegy (szív) | 1992.      | 1993. január 26.    | Forgalomban          | Forgalomban          |
| 5 korona  | 28,5 mm             | 2,00 mm             | 9,2 g               | Cu-Ni                  | Recés                   | II. Margit monogramja, verési évszám, verdejegy (szív) | Őskori eredetű minta, értékjelzés, verdejegy (szív) | 1990.      | 1990. április 10.   | Forgalomban          | Forgalomban          |
| 10 korona | 23,35 mm            | 2,30 mm             | 7,0 g               | Alumínium-bronz        | Sima                    | II. Margit portréja (Hanne Varming)                    | Dánia címere                                        | 1989.      | 1989. július 3.     | Forgalomban          | Forgalomban          |
| 10 korona | 23,35 mm            | 2,30 mm             | 7,0 g               | Alumínium-bronz        | Sima                    | II. Margit portréja (Jan Petersen)                     | Dánia címere                                        | 1994.      |                     | Forgalomban          | Forgalomban          |
| 10 korona | 23,35 mm            | 2,30 mm             | 7,0 g               | Alumínium-bronz        | Sima                    | II. Margit portréja (Mogens Møller)                    | Dánia címere                                        | 2001.      |                     | Forgalomban          | Forgalomban          |
| 10 korona | 23,35 mm            | 2,30 mm             | 7,0 g               | Alumínium-bronz        | Sima                    | II. Margit portréja (Mogens Møller)                    | Dánia címere (Mogens Møller)                        | 2004.      |                     | Forgalomban          | Forgalomban          |
| 20 korona | 27,0 mm             | 2,35 mm             | 9,3 g               | Alumínium-bronz        | Felváltva sima és recés | II. Margit portréja (Hanne Varming)                    | Dánia címere                                        | 1989.      | 1990. április 10.   | Forgalomban          | Forgalomban          |
| 20 korona | 27,0 mm             | 2,35 mm             | 9,3 g               | Alumínium-bronz        | Felváltva sima és recés | II. Margit portréja (Jan Petersen)                     | Dánia címere                                        | 1994.      |                     | Forgalomban          | Forgalomban          |
| 20 korona | 27,0 mm             | 2,35 mm             | 9,3 g               | Alumínium-bronz        | Felváltva sima és recés | II. Margit portréja (Mogens Møller)                    | Dánia címere                                        | 2001.      |                     | Forgalomban          | Forgalomban          |
| 20 korona | 27,0 mm             | 2,35 mm             | 9,3 g               | Alumínium-bronz        | Felváltva sima és recés | II. Margit portréja (Mogens Møller)                    | Dánia címere (Mogens Møller)                        | 2003.      | 2003. augusztus 21. | Forgalomban          | Forgalomban          |

## Bankjegyek
2018-ban a Dán Nemzeti Bank megállapodott az Oberthur Fiduciaire francia céggel, hogy 2020-tól ők lesznek a dán bankjegyek kizárólagos előállítói.

### 1997-es sorozat
1997-es bankjegyeken híres dán tudósok és művészek ill. keresztény motívumok szerepeltek.
| Névérték    | Méret       | Szín         | Műszaki paraméterek         | Műszaki paraméterek                                | Műszaki paraméterek                         | Dátumok   | Dátumok                                   | Dátumok         |
| Névérték    | Méret       | Szín         | Előlap                      | Hátlap                                             | Vízjel                                      | Nyomtatás | Kibocsátás                                | Visszavonás     |
| ----------- | ----------- | ------------ | --------------------------- | -------------------------------------------------- | ------------------------------------------- | --------- | ----------------------------------------- | --------------- |
| 50 korona   | 125 × 72 mm | bíbor        | Karen Blixen                | A templom előtt álló kentaur                       | a bankjegyen található portréval megegyezik | 1999 2005 | 1999. május 7. 2005. augusztus 25.        | 2025. május 31. |
| 100 korona  | 135 × 72 mm | narancssárga | Carl Nielsen                | Tømmerby katedrális                                | a bankjegyen található portréval megegyezik | 1999 2002 | 1999. november 22. 2002. november 27.     | 2025. május 31. |
| 200 korona  | 145 × 72 mm | zöld         | Johanne Luise Heiberg       | Viborg katedrális előtt álló oroszlán              | a bankjegyen található portréval megegyezik | 1997 2003 | 1997. március 10. 2003. április 9.        | 2025. május 31. |
| 500 korona  | 155 × 72 mm | kék          | Niels Bohr                  | A Lihme templom előtt álló sárkányt legyőző herceg | a bankjegyen található portréval megegyezik | 1997 2003 | 1997. szeptember 12. 2003. szeptember 24. | 2025. május 31. |
| 1000 korona | 165 × 72 mm | piros        | Anna Ancher, Michael Ancher | Bislev templom                                     | Anna Ancher                                 | 1998 2004 | 1998. szeptember 18. 2004. november 25.   | 2025. május 31. |

### 2009-es (hidas) sorozat
2009. augusztus 11-én bocsátották ki a „hidas” sorozat első darabját, az 50 koronás bankjegyet. Az új sorozat biztonságosabb lett a korábbi sorozatnál.
| Névérték    | Méret          | Szín         | Műszaki paraméterek      | Műszaki paraméterek             | Dátumok   | Dátumok             | Dátumok         |
| Névérték    | Méret          | Szín         | Előlap                   | Hátlap                          | Nyomtatás | Kibocsátás          | Visszavonás     |
| ----------- | -------------- | ------------ | ------------------------ | ------------------------------- | --------- | ------------------- | --------------- |
| 50 korona   | 125 mm x 72 mm | lila         | Sallingsund-híd          | Skarpsalling-váza               | 2009      | 2009. augusztus 11. | forgalomban     |
| 100 korona  | 135 mm x 72 mm | narancssárga | Régi Kis-Bælt híd        | Hindsgavl-tőr                   | 2010      | 2010. május 4.      | forgalomban     |
| 200 korona  | 145 mm x 72 mm | zöld         | Knippelsbro              | egy Langstrupból való öv-tányér | 2010      | 2010. október 19.   | forgalomban     |
| 500 korona  | 155 mm x 72 mm | kék          | Alexandrina királyné-híd | a Keldby-ből való bronzváza     | 2011      | 2011. február 15.   | forgalomban     |
| 1000 korona | 165 mm x 72 mm | vörös        | Storebælt-híd            | földgömbös lovasszekér-lelet    | 2011      | 2011. május 24.     | 2025. május 31. |

### 2028-as sorozat
2028-ban új bankjegysorozatot terveznek kibocsátani. Az 1000 koronás bankjegyet kivonják a forgalomból. Ezzel együtt a korábbi bankjegysorozatok bankjegyei is érvénytelenné válnak.

## Történelmi árfolyamok
Az alábbi táblázatban néhány történelmi árfolyam van, amelyben 1 korona értéke van megadva forintban.
| Dátum             | árfolyam (Ft)          |
| ----------------- | ---------------------- |
| 1949. január 3.   | 02,44                  |
| 1950. március 1.  | 01,70 (legalacsonyabb) |
| 1955. március 1.  | 01,70                  |
| 1960. január 1.   | 01,70                  |
| 1965. január 1.   | 01,70                  |
| 1969. október 27. | 04,00                  |
| 1975. január 1.   | 03,60                  |
| 1980. január 1.   | 06,33                  |
| 1985. január 3.   | 04,52                  |
| 1990. január 1.   | 09,47                  |
| 1995. január 2.   | 18,17                  |
| 2000. január 4.   | 34,19                  |
| 2005. január 3.   | 33,02                  |
| 2010. január 4.   | 36,21                  |
| 2015. január 5.   | 42,89                  |
| 2015. január 15.  | 43,32                  |
| 2025. január 9.   | 55,46 (legmagasabb)    |